# フットメザ
フットメザは、サッカーの盤ゲーム（テーブルゲーム）である。
フットメザはブラジル生まれのサッカーゲームである。机の上で行うサッカーのため、フットボール（Futebol＝サッカー)とメザ（Mesa＝机）を併せてフットメザ（Futmesa)と名付けられた。100年前のブラジルでサッカーが好きな少年たちが、洋服のボタンをサッカー選手にみたてて遊んだことが始まりとされている。
1929年にジェラルド・カルドゾ・デ・デコルトという人物によって公式ルールが制定され、スポーツレクリエーションとして定着するようになる。その後1988年にブラジルスポーツ評議会から正式にスポーツ種目として認められた。ブラジルでは全国に14ものフットメザ愛好家によるリーグ戦が展開されており、その競技者人口は延べ3万人ともいわれる。2009年にはハンガリーで第1回世界選手権大会が行われ、2012年には本種目の発祥の地・ブラジルで第2回の世界大会が盛大に行われた。
競技は、卓上に置かれたサッカー場を模したゲーム盤の上に、選手の役目をする円盤を置いて、おはじきの要領でボールをパスやドリブルしてゴールを狙うという形式である。通常のサッカーと同じようにスローインやセットプレー（コーナーキック、ペナルティーキック、フリーキック）なども存在する。